# Arnold Kränzlein
Arnold Kränzlein (* 26. März 1921 in Berlin-Charlottenburg; † 2. März 2005 in Graz) war ein österreichischer Rechtswissenschaftler.

## Leben und Werk
Arnold Kränzlein stammte aus einer Familie mit fränkischen Wurzeln. Sein Vater Hermann Kränzlein war Diplomingenieur und diente während des Ersten Weltkrieges in den deutschen Gastruppen, wo er die Bekanntschaft Otto Hahns machte, der auch Pate seines ältesten Sohnes wurde.
Arnold Kränzlein besuchte das humanistische Mommsen-Gymnasium in Charlottenburg, wo er 1938 die Reifeprüfung ablegte. Im Zweiten Weltkrieg diente er als Offizier von 1939 bis 1945. Er erhielt mehrere Auszeichnungen und wurde als Oberleutnant der Reserve entlassen.
Nach dem Kriegsdienst studierte Kränzlein die Rechte an der Universität Erlangen. Unter dem Einfluss von Erwin Seidl wandte er sich besonders der Rechtsgeschichte zu. 1951 wurde er mit dem Prädikat magna cum laude zum Dr. jur. promoviert; in seiner Dissertation beschäftigte er sich mit Papyrusurkunden aus dem römischen Ägypten.
Anschließend arbeitete Kränzlein als Assistent an der Universität Erlangen und an der Universität Würzburg. Dort betrieb er seine Habilitation bei Erich Berneker, die er 1959 für die Fächer Römisches Recht, Antike Rechtsgeschichte und Bürgerliches Recht erreichte. 1961 wurde er zum Universitätsdozenten ernannt, 1965 zum außerplanmäßigen Professor.
Noch im selben Jahr (1965) folgte Kränzlein einem Ruf auf den Lehrstuhl für Römisches Recht an der Universität Graz. An dieser Universität blieb er bis an sein Lebensende, trotz auswärtigen Rufen nach Marburg (1966) und Köln (1971, als Nachfolger seines Lehrers Seidl). Im Jahr 1972/1973 fungierte Kränzlein als Dekan der Juristischen Fakultät, 1974/1975 als Rektor der Universität. Bis nach seiner Emeritierung (1991) blieb er in Lehre und Forschung aktiv.
Kränzlein beschäftigte sich seit seinem Studium mit weiten Bereichen des antiken Rechts, vom klassischen griechischen Recht über die griechisch-römischen Papyri bis zum klassischen römischen Recht. Ein Schwerpunkt war das Eigentums- und Besitzrecht: In seiner Habilitationsschrift beschäftigte er sich mit Eigentum und Besitz im griechischen Recht des 5. und 4. Jahrhunderts v. Chr. Er zog dabei möglichst viele literarische und epigraphische Quellen heran, um nicht nur die vielfach dokumentierte Lage in Athen, sondern auch an anderen Städte zu beleuchten. Ein Ergebnis seiner Studien war der Befund, dass es ein ausgeprägtes Institut des Besitzes in Athen nicht gegeben habe, wohl aber in anderen Städten.
Darüber hinaus verfasste Kränzlein mehrere Einzelstudien zum Freilassungsrecht unter verschiedenen Gesichtspunkten, vor allem zum Status der Freigelassenen, den Klauseln und der Wiederversklavung. Auch die Papyrusquellen behandelte er wiederholt, wobei er sich vorrangig für Vertragsurkunden, besonders Pacht- und Pächterurkunden interessierte.
Mit dem Römischen Recht beschäftigte sich Kränzlein besonders seit den 60er Jahren. Für Paulys Realencyclopädie der classischen Altertumswissenschaft verfasste er die Artikel patrimonium und a patrimonio. Weitere Aufsätze und Miszellen galten dem römischen Bürgerrecht und den Bürgerrechten der Italiker.

## Schriften (Auswahl)
- Die Papyri Vind. 25824a/, 25824b/ und Amh. 65. Erlangen 1951 (Dissertation; auch erschienen in: Journal of Juristic Papyrology. Band 6, 1952, S. 195–237)
- Eigentum und Besitz im griechischen Recht des fünften und vierten Jahrhunderts v. Chr. Berlin 1963 (Habilitationsschrift)
- Rechtsvorstellungen im altgriechischen und graeco-ägyptischen Rechtskreis. Graz 1975
- Johannes Michael Rainer (Hrsg.): Arnold Kränzlein: Schriften. Wien/Köln/Weimar 2008